# Uda-Paciurea, Teleorman
Uda-Paciurea este un sat în comuna Uda-Clocociov din județul Teleorman, Muntenia, România. Se află în partea de vest a județului,  în Câmpia Boianului. La recensământul din 2002 avea o populație de 1.077 locuitori.